# 대한민국 민법 제465조
대한민국 민법 제465조는 채권자의 선의소비, 양도와 구상권에 대한 민법 채권법 조문이다.

## 조문
제465조(채권자의 선의소비, 양도와 구상권) ① 전2조의 경우에 채권자가 변제로 받은 물건을 선의로 소비하거나 타인에게 양도한 때에는 그 변제는 효력이 있다.
②전항의 경우에 채권자가 제삼자로부터 배상의 청구를 받은 때에는 채무자에 대하여 구상권을 행사할 수 있다.

第465條(債權者의 善意消費, 讓渡와 求償權) ① 前2條의 境遇에 債權者가 辨濟로 받은 物件을 善意로 消費하거나 他人에게 讓渡한 때에는 그 辨濟는 效力이 있다.
②前項의 境遇에 債權者가 第三者로부터 賠償의 請求를 받은 때에는 債務者에 對하여 求償權을 行使할 수 있다.

## 참고 문헌
- 오현수, 일본민법, 진원사, 2014. ISBN 9788963463452
- 오세경, 대법전, 법전출판사, 2014 ISBN 9788926210277
- 이준현 , LOGOS 민법 조문판례집, 미래가치, 2015. ISBN 9791155020869